# Miss Acre 2015
Miss Acre 2015 foi a 54ª edição do tradicional e principal concurso de beleza feminina do Estado, que teve como intuito selecionar dentre várias candidatas, a melhor, para que esta possa representar sua cultura e beleza no certame de Miss Brasil 2015. O evento é coordenado há anos pela empresária Meyre Mhanaus e contou com a participação de dez candidatas municipais em busca do título que pertencia à Iasmynne Sampaio. O concurso foi realizado novamente nas luxuosas escadarias do Palácio Rio Branco, a céu aberto com uma grande quantidade de pessoas prestigiando o evento.

## Resultados

### Colocações
| Posição   | Município e Candidata                    |
| Miss Acre | - Rio Branco - Maxine Silva              |
| 2º. Lugar | - Sena Madureira - Micaelly Galeote      |
| 3º. Lugar | - Plácido de Castro - Ana Cristina Gomes |
| 4º. Lugar | - Cruzeiro do Sul - Maria Fernanda Prado |
| 5º. Lugar | - Xapuri - Ludymilla Oliveira            |

### Prêmio Especial
- O concurso distribuiu o seguinte prêmio este ano: [4]

| Prêmio        | Candidata                          |
| Miss Simpatia | - Senador Guiomard - Janaína Souza |

### Ordem do Anúncio

#### Top 05
1. Cruzeiro do Sul
2. Sena Madureira
3. Rio Branco
4. Plácido de Castro
5. Xapuri

## Candidatas
Disputaram o título este ano: 
- Acrelândia - Cleidiane Gomes

- Brasiléia - Pâmella Lima da Cruz

- Bujari - Arajane da Cruz Carneiro

- Cruzeiro do Sul - Maria Fernanda Prado

- Plácido de Castro - Ana Cristina Gomes

- Rio Branco - Maxine Silva

- Sena Madureira - Micaelly Galeote

- Senador Guiomard - Janaína Souza

- Tarauacá - Rafaela Corrêa

- Xapuri - Ludymilla Oliveira

## Ver Também
- Miss Acre 2014

- Miss Acre 2016